# Place Dauphine

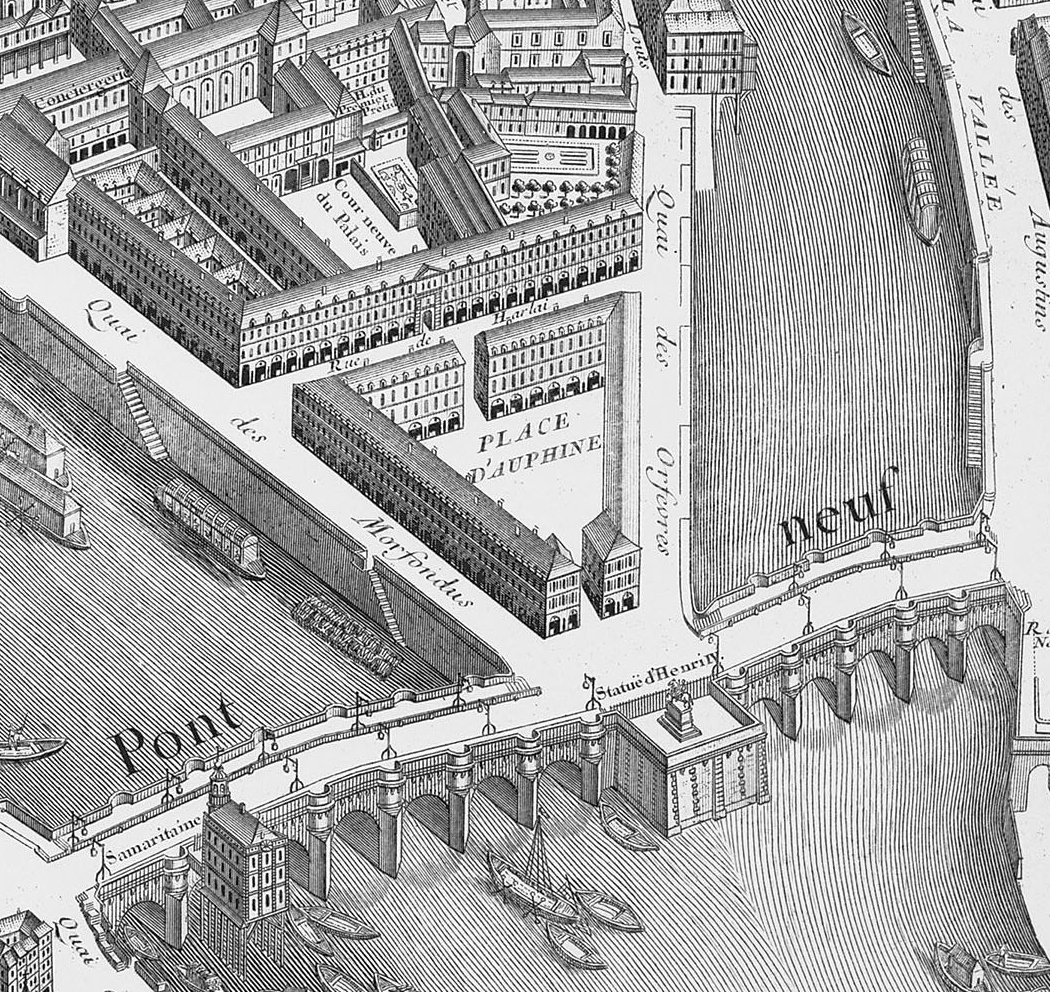
Place Dauphine in una stampa del XVIII secolo

Place Dauphine è una piazza di Parigi.

## Storia e descrizione
La piazza, che costituisce il primo importante esempio di place royale nell'ambito del barocco francese, fu costruita in onore del Delfino Luigi XIII per volere del padre Enrico IV sul margine ovest dell'Île de la Cité, a breve distanza dal Pont Neuf.
L'opera, in qualche modo derivata da modelli italiani, fu realizzata tra il 1599 e il 1606, quando il sovrano fece disporre sul lato del ponte a ridosso della Senna una statua equestre eseguita dal Giambologna e in asse alla stessa, ma sull'altro lato del ponte, fece aprire una piazza a pianta triangolare.
La piazza venne delimitata con palazzi a schiera destinati ad ospitare piccole case d'abitazione, con loggiati e negozi al piano terra, alloggi ai due piani superiori e mansarde alla sommità.
Questa configurazione subì notevoli cambiamenti nel corso del tempo a causa della sopraelevazione della maggior parte dei fabbricati, i quali, ad eccezione di due immobili prospicienti il Pont Neuf, furono dotati anche di nuove facciate.

## Curiosità
La piazza è citata dal cantautore francese Jacques Dutronc all'inizio della sua canzone Il est cinq heures, Paris s'éveille.